# Елвашка
Елвашка — село в Воротынском районе Нижегородской области на реке Гремячка, в составе Огнёв-Майданского сельского совета.

## Географическое положение
Село Елвашка находится к югу от Воротынца, в 1,8 км от дороги Воротынец — Спасское и в 5,8 км от районного центра. Огнёв-Майдан находится к востоку на расстоянии 4,5 км.

## Этимология
Название происходит от марийского личного имени Елай, в основе которого финно-угорский корень со значением «жить». Согласно преданиям, на этом месте была стоянка войска Ивана Грозного, где он обедал — «ел Ивашка».

## История
Село Елвашка было основано в то же время, что и село Огнёв-Майдан в 1619 — 1620 годах и было владением князей Воротынских.
В 1903 году в селе была построена Михайло-Черниговская церковь в честь Рождества Пресвятой Богородицы.